# Відкрита ніч
Відкрита ніч — український кінофестиваль україномовного кіно, заснований в 1997 році. Засновник і постійний організатор фестивалю — режисер Іллєнко Михайло Герасимович. Час проведення фестивалю ніч з суботи на останню неділю червня. Довгий час фестиваль незмінно місце проводився на Андріївському узвозі, однак починаючи 3 15-го фестивалю змінив локацію спочатку на «Мамаєву слободу», пізніше  — в галереї «Арт-Причал».

## Про фестиваль
Фестиваль неофіційно називається «національним» і наразі є єдиним фестивалем національного кіно в Україні. Показ фільмів триває декілька годин, протягом яких показують приблизно 25-40 короткометражних фільмів. Згідно з регламентом, фільм не має тривати понад 20 хвилин. Заявки на участь у фестивалі приймаються з березня по травень поточного року, сам фестиваль проходить у червні. Також можуть проходити повторні покази пізніше в інших місцях та з іншим форматом часу.
У 2004 році, після восьмого фестивалю, фінансові проблеми поставили продовження під питання, але в 2005-му наступний фестиваль все ж було проведено, неофіційно його назвали «Дубль 9,5», натякаючи та те, що його могло не відбутись.
За 19 років роботи фестивалю у складі журі побували понад 100 відомих митців, серед яких: Ліна Костенко, Юрій Іллєнко, Оксана Забужко, Сергій Фоменко, Олег Скрипка, Сергій Якутович, Влад Троїцький, Юрій Андрухович, кінознавець з Польщі Гжегож Пеньковський, композитор Вірко Балей (США) та багато інших.
Фестиваль є лабораторією з перевірки нових ідей для вітчизняних кінематографістів та пошуку молодих талантів, які можуть стати новими обличчями українського і світового кіно.

## Дубль 3 (1999)

### Журі
- актор Богдан Ступка

### Переможці
- Головний приз: «Пірнаю» (режисер Володимир Дощук)
- Друга премія: «Улюблені іграшки лідерів» (режисер Оксана Чепелик)
- Третя премія: «Спроба» (режисер Валентин Васянович)
- Краща операторська робота: Валентин Мельниченко за фільм «Історія»
- Краща режисерська робота: Ганна Яровенко за фільм «Метрополітен»
- Краща режисерська робота: Сергій Наталушко за фільм «Люди добрі»
- Кращий студентський фільм та краща режисура студентського фільму: «Страх Па-Де-де» (режисер Олена Юзік)
- Краща операторська робота студентського фільму: Дмитро Гавриш за фільм «Даос озирається»
- Перша премія у конкурсі «Паралельне кіно»: «Улюблені іграшки лідерів» (режисер Оксана Чепелик)
- Друга премія у конкурсі «Паралельне кіно»: «Спроба» (режисер Валентин Васянович)
- Краща акторська робота: Олексій Горбунов за фільм «Двірник»
- Прем'єра одного кадру: Ольга Самолевська за фільм «Доторк»

## Дубль 10 (2006)
До участі у фестивалі було відібрано 30 картин зі 160 поданих.

### Журі
- поетеса Ліна Костенко,
- актриса Ірма Вітовська,
- продюсер Світлана Зінов'єва,
- режисер Юрій Іллєнко,
- співак, лідер гурту «Мандри» Фома (Сергій Фоменко),
- актор Дмитро Лаленков,
- оператор Сергій Михальчук,
- продюсер Василь Вовкун,
- режисер-аніматор Анатолій Лавренішин,
- кінознавець Ігор Грабович.

### Переможці

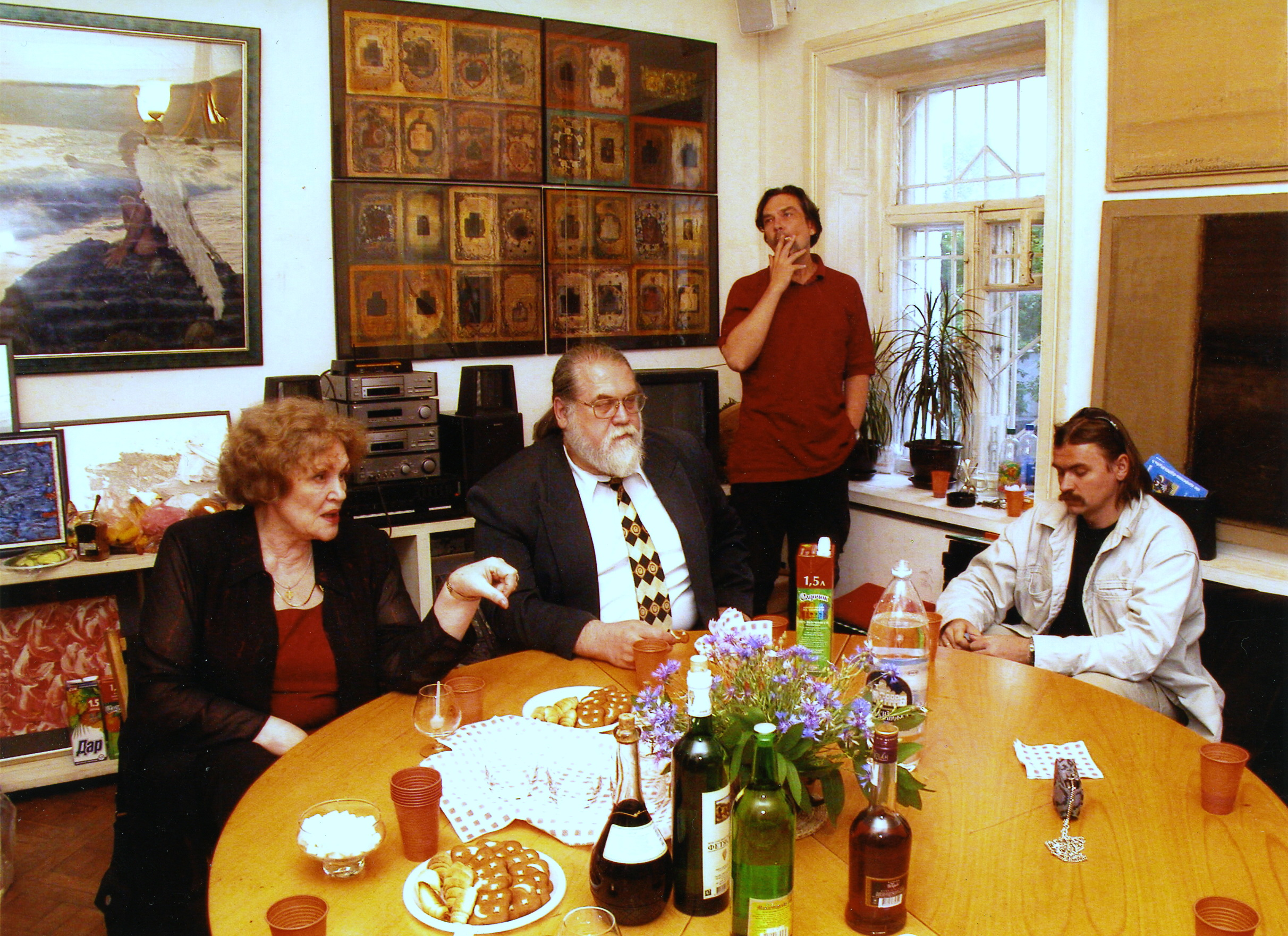
Засідання журі кінофестивалю 21 червня 2003 року в «Карась Галереї» за участі Ліни Костенко, Юрія Андруховича, Богдана Жолдака та Олеся Саніна.

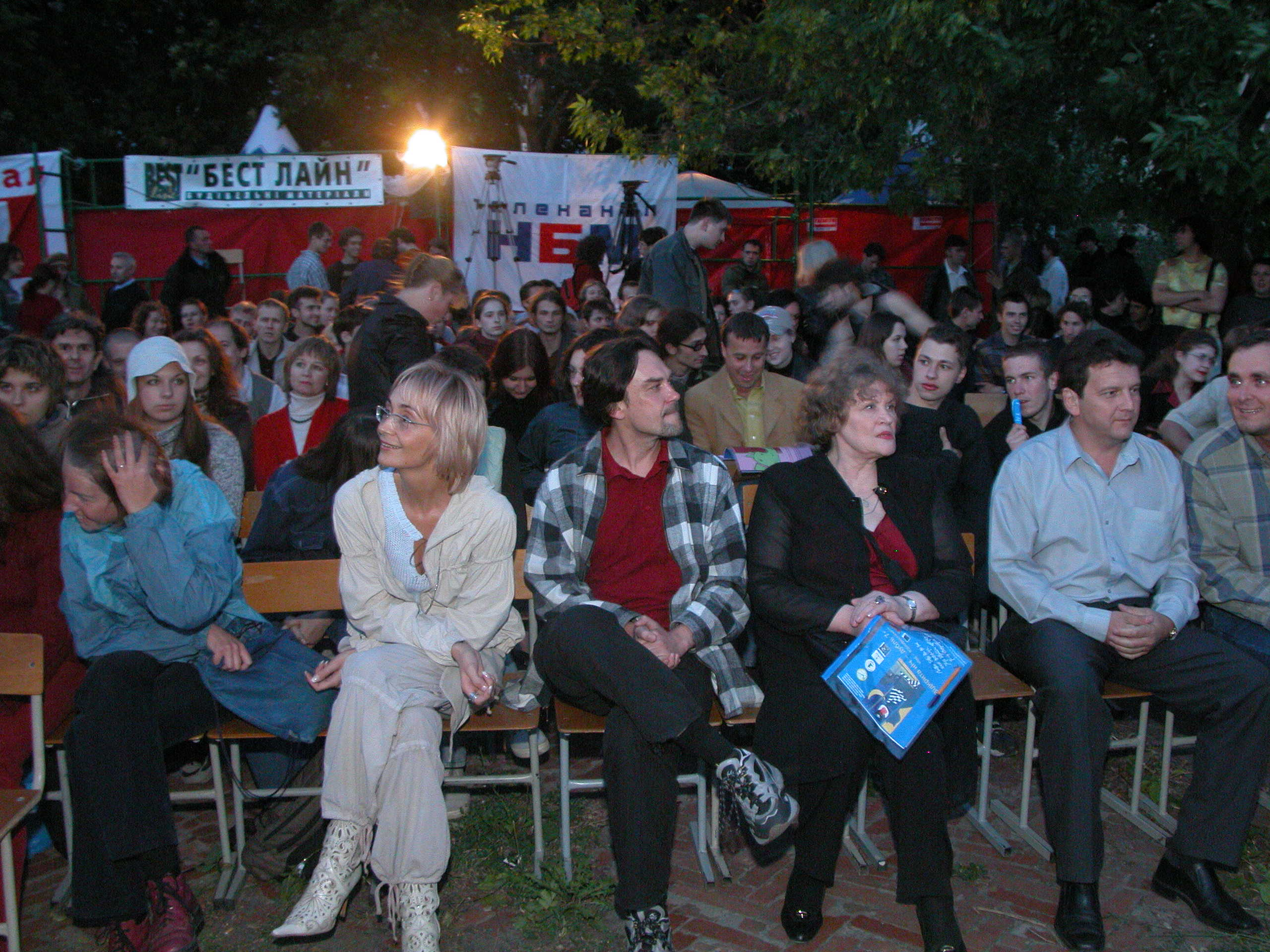
Відкрита Ніч 2003 показ конкурсної програми

З 2003 по 2009 рік засідання журі фестивалю відбувалося в приміщенні «Карась Галереї».
Категорія «Паралельне кіно»
- Найкращий фільм — не присуджено.
- Спеціальний диплом: «Поки вариться яйце, сідає сонце» (режисер Володимир Цивінський).

Категорія «Прем'єра одного кадру»
- Найкращий фільм: «Встати! Ать-два!», режисер Акула Дадсон (Олександра Ігнатуша)

 Категорія «Неігровий професійний фільм» (VIDEO)
- Найкращий фільм: «Ліза» (режисер Тарас Томенко)
- Найкращий оператор: Тарас Томенко, «Ліза» (режисер Тарас Томенко)
- Найкращий режисер: Сергій Марченко, «Поліські образки»
- Спеціальний приз журі: «Голодомор. Технологія геноциду» (режисер Віктор Дерюгін)

Категорія «Неігровий фільм професійний» (CINEMA)
- Євген Карась та Михайло Іллєнко на засіданні журі кінофестивалю, 2006 рік, Карась Галерея, КиївНайкращий фільм — не присуджено

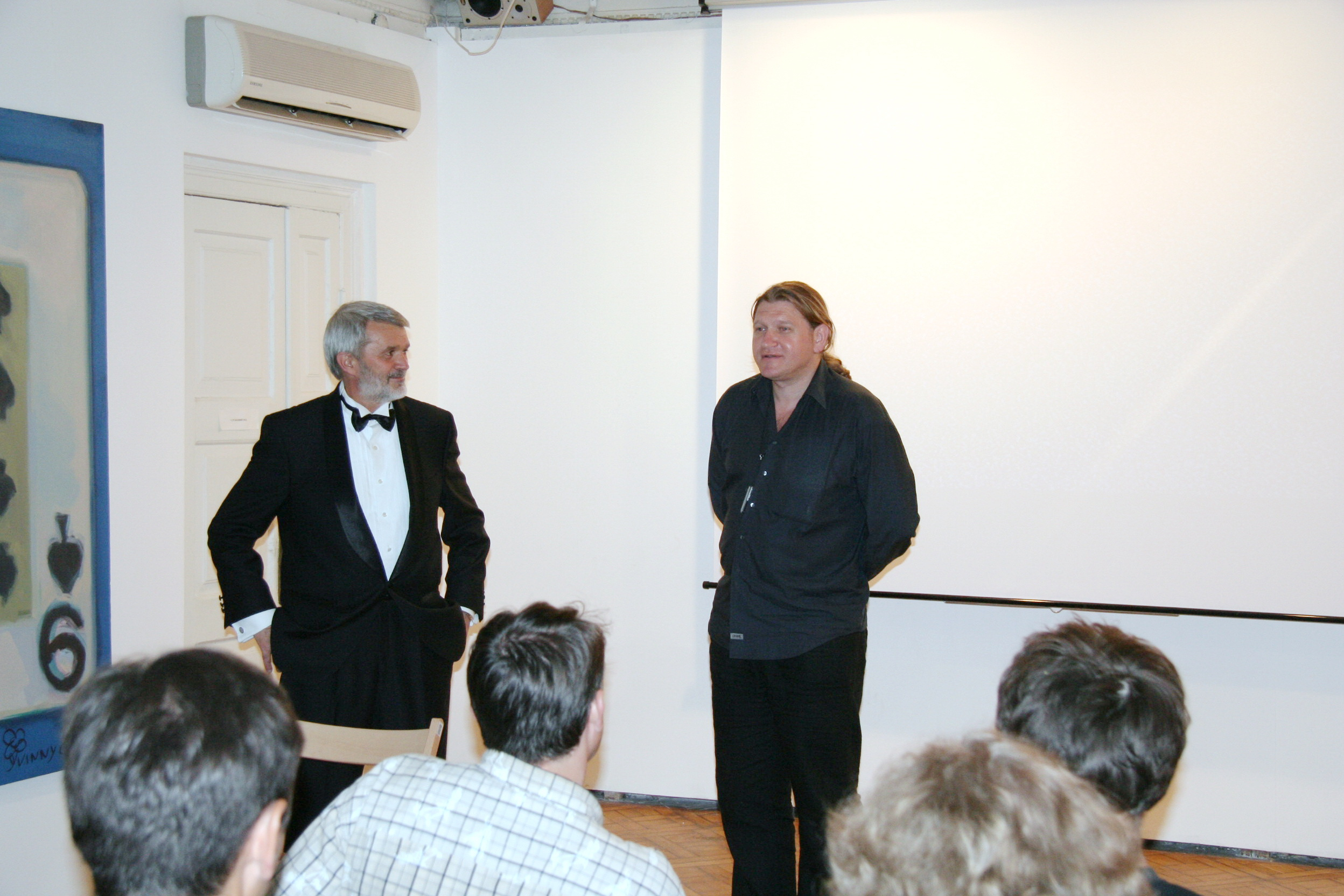
Євген Карась та Михайло Іллєнко на засіданні журі кінофестивалю, 2006 рік, Карась Галерея, Київ

- Найкращий оператор: Валентин Мельниченко, «З найкращими побажаннями! Енвер» (режисер Вікторія Мельникова)
- Найкращий режисер — не присуджено
- Спеціальний приз журі: «З найкращими побажаннями! Енвер», (режисер Вікторія Мельникова)

Категорія «Ігровий фільм професійний»
- Найкращий фільм: «Оксамитовий сезон» (режисер Олександра Хребтова)
- Найкращий оператор: Олександр Мордерер, «Оксамитовій сезон», (режисер Олександра Хребтова]])
- Найкращий режисер: Алла Пасікова, «Філософія»

Категорія «Анімація»
- Найкращий анімаційний фільм: «Колискова» (режисер Олег Цуріков)
- Найкращий режисер: Євген Альохін, «Ведмежа послуга»

Категорія «Студентський ігровий фільм» (VIDEO)
- Найкращий фільм: «Микола і німець» (режисер Роман Бондарчук)
- Найкращий оператор: Андрій Лисецький, «Микола і німець» (режисер Роман Бондарчук)
- Найкращий режисер: Роман Бондарчук, «Микола і німець»

Категорія «Студентський ігровий фільм» (CINEMA)
- Найкращий фільм: «Одиночка» (режисер Ольга Шульгіна)
- Найкращий оператор: Василь Кулик, «Гніздо» (режисер Євген Хворостянко)
- Найкращий режисер: Сергій Толкушкін, «Veni! Vidi! Vici!»
- Спеціальний приз журі: «Дівчинка та місяць» (режисер Костянтин Бочкарьов)

Інші нагороди

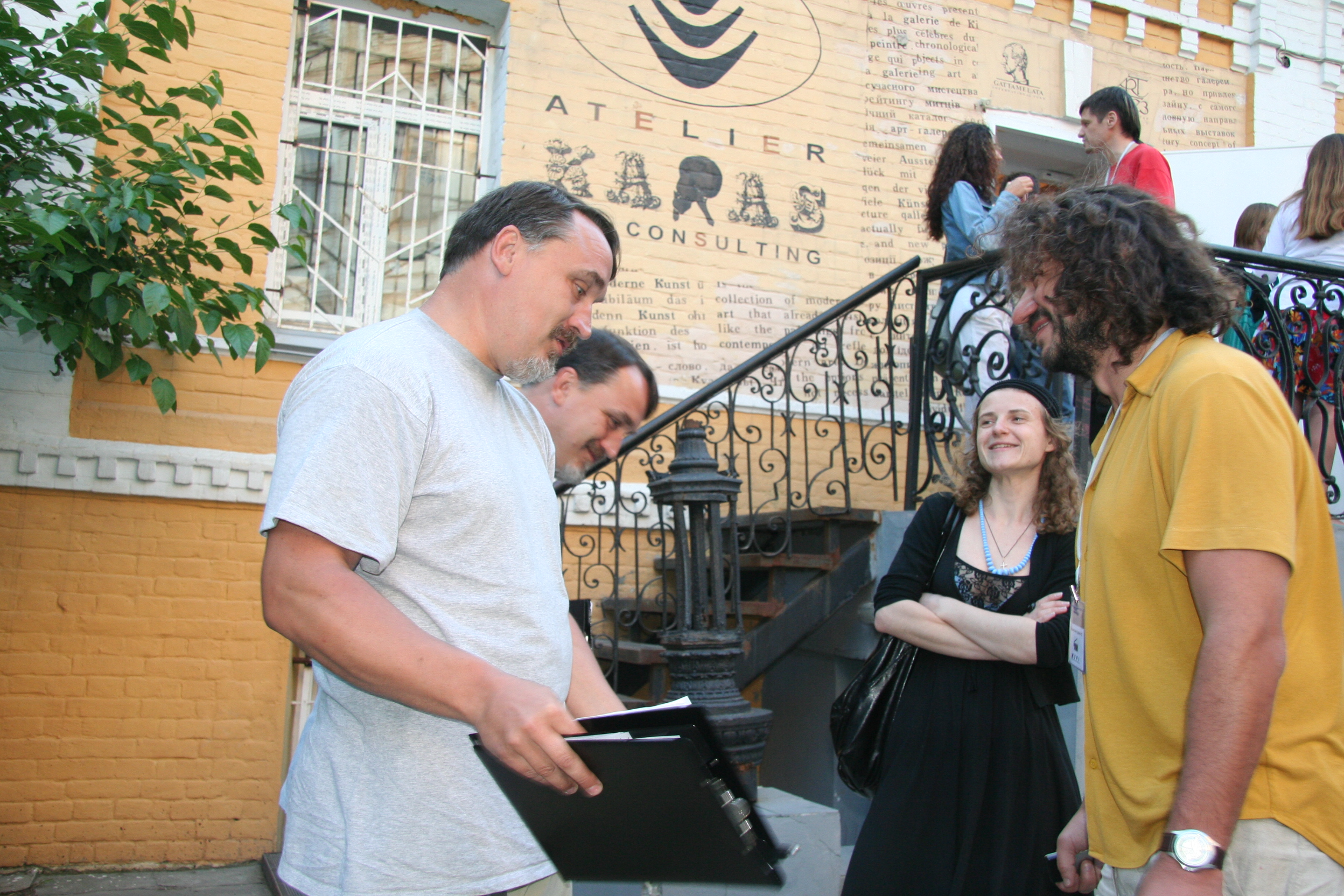
Брати Капранови та Влад Троїцький біля «Карась Галереї» під час засідання журі кінофестивалю, 2008

- Брати Капранови та Влад Троїцький біля «Карась Галереї» під час засідання журі кінофестивалю, 2008Найкраща жіноча роль: Ліна Будник, «Оксамитовий сезон» (режисер Олександра Хребтова)
- Найкраща чоловіча роль: Анатолій Бевз, «Оксамитовий сезон» (режисер Олександра Хребтова)
- Найкращий сценарист: Олена Урсакі, «Філософія» (режисер Алла Пасікова)
- Приз — від оргкомітету «Жінки самотніми не бувають» (режисер Мирослав Латик)
- Приз глядацьких симпатій: «Бажання» (режисер Аліна Хорошилова)

Конкурс аналітичних матеріалів
- Перша премія: Ігор Грабович, «Фестиваль під знаком Х», KINO-КОЛО, № 27 (осінь) 2005
- Друга премія: Серафіма Вєтрова, «Двадцать тысяч на девять с половиной», «Киевские ведомости», 9.07.2005

Конкурс кіносценаріїв
- Перша премія: Марина Пономаренко, «Одне бажання або Різдвяна казка»
- Друга премія: Юрій Голіченко, «Перше вересня», і Євген Голіченко, «Гравець»
- Третя премія: Марія Духота, «Рятівник»

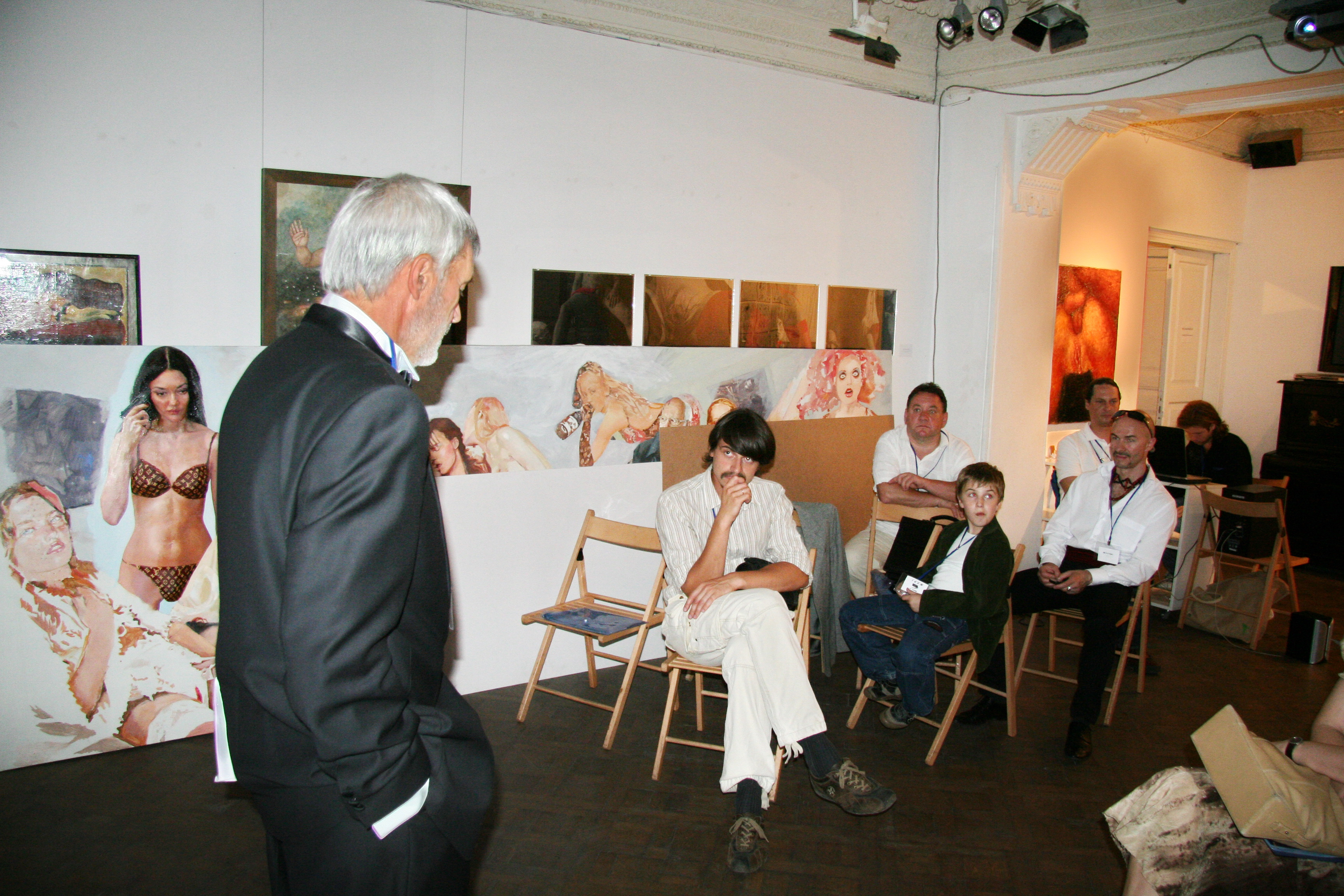
Засідання журі «Відкритої ночі» в Карсь Галереї під час виставки «Упорно», 2009 рік

Починаючи з цього фестивалю, велися телевізійні трансляції на телеканалах УТ-1(ТРК ЕРА) та ICTV. Це значно розширило аудиторію, ніж приблизно тисяча глядачів на узвозі.

## Дубль 12 (2008)

### Переможці
- Ґран-прі «Відкритої ночі» — студентський ігровий фільм Отроцтво, реж. Дмитро Сухолиткий-Собчук
- Приз за найкращий неігровий студентський фільм — «Гастролі», реж. Сергій Веклич
- Призи за найкращий ігровий студентський фільм — «Як тато і мама розпрощалися у три раунди», реж. Максим Буйницький, «Вирвані листки», реж. Мар'ян Бушан
- Диплом ігровому студентському фільму — «Клятва», реж. Марина Врода
- Приз за найкращу професійну операторську роботу — Володимир Галицький, фільм «Закон»
- Приз за найкращу студентську операторську роботу — Артем Рижиков, фільм «Троє в кімнаті»
- Приз фільмам Кампусу талантів «Мініаніма» — «Маланка» — реж. Сергій Мельниченко, «Смугастий крокодил» — реж. Ольга Семак, «Мрії» — реж. Ольга Юрасова
- Приз за найкращу режисуру — «Страта», реж. Андрій Марченко та Отроцтво, реж. Дмитро Сухолиткий-Собчук
- Приз Оргкомітету — «Сумна пригода», реж. Слава Феофілактов
- Приз за найкраще акторське виконання — Ілля Маловічко, фільм «Вирвані листки»
- Спеціальний приз фільмам «Закон», реж. Віталій Потрух та «Одне бажання або різдвяна казка», реж. Олександр Биков
- Приз глядацьких симпатій за підсумками інтерактивного голосування (274 голоси) присуджено студентському ігровому фільму «Троє в кімнаті», реж. Анастасія Титова

## Дубль 13 (2009)
Журі, яке цього року очолив Богдан Бенюк, було солідарне з глядачами і віддало гран-прі «Відкритої ночі» стрічці «Подорож» (реж. Роман Синчук), яка також узяла окрему відзнаку журі за найкращу операторську роботу (Сергій Крутько) і дипломи в номінації «Ігрове студентське кіно» за найкращу акторську роботу (Ліна Будник) та найкращу роботу художника (Тетяна Ковтун). Серед інших призерів і дипломантів непогану колекцію відзнак журі й приз за найкращий фільм у номінації «Паралельне кіно» отримав фільм «Про біг» (режисер Тарас Працьовитий).

## Дубль 14 (2010)
Чотирнадцятий дубль кінофестивалю «Відкрита ніч» відбувся 10 та 11 липня 2010 року у межах етнофесту «Країна мрій» завдяки допомозі й підтримці Олега Скрипки.
До оргкомітету Фестивалю «Відкрита ніч — Дубль 14» входили:
- засновник та Президент фестивалю — Михайло Іллєнко.
- Пилип Іллєнко — продюсер;
- Віталій та Дмитро Капранови — продюсери та ведучі офіційних заходів;
- Роман Бровко — директор програми;
- Олена Голубєва — координатор програми «МініАніма»;
- Дмитро Іванов — прес-секретар;

### Переможці
- Найкращим фільмом «Відкритої ночі» стала «Перешкода», реж. Максим Буйницький.
- У номінації «Ігровий фільм» журі, крім гран-прі, також відзначило найкращу режисерську роботу — «Її місце порожнє», режисер Богдана Смирнова; та найкращу операторську роботу — «Шафа», режисер Єлизавета Клюзко, оператор Руслан Коломієць.

## Дубль 15 (2011)
Кінофестиваль «Відкрита Ніч. 15-й дубль» відбувся у ніч з 25 на 26 червня 2011 року у козацькому селищі «Мамаєва Слобода». Його було присвячено пам'яті видатного українського режисера, сценариста, письменника, художника, педагога — кінематографіста Юрія Іллєнка.
Вперше показ фестивальної програми «Відкритої Ночі» відбувся одночасно з Києвом ще у декількох містах України: Львові («Музей Ідей»), Дніпропетровську ("Артцентр «Квартира»), Запоріжжі (на острові Хортиця у кіноклубі «Сходження» разом з Муніципальним театром-лабораторією «Ві»), Івано-Франківську (Театр кіно «Люм'єр») та Чернівцях («Український Народний Дім»). Конкурсна частина програми протягом фестивальної ночі транслювалася на телеканалі ICTV.

### Журі
- Голова журі: Людмила Єфіменко-Іллєнко, Народна артистка України;
Члени журі:
- Марина Врода — кінорежисер;
- Володимир Мельниченко — художник, скульптор;
- Юрій Щербак — письменник, сценарист, Надзвичайний і Повноважний посол;
- Ігор Баранько — художник;
- Юрій Шевчук — Викладач історії українського кінематографа в Колумбійському університеті, засновник і директор Українського кіноклубу Колумбійського університету — єдиного постійного форуму українського кінематографа у Північній Америці;
- Едуард Тімлін — кінооператор.

### Переможці
Ґран-прі цього року журі не присуджувалось. Інші номінації:
- найкращий студентський фільм — «Гойдалка» (анімація), режисер Сергій Мироненко
- найкращий професійний фільм — «Рука», режисер Олег Борщевський
- найкраща професійна операторська робота — «Рука», оператор Тарас Шаповал
- найкраща студентська операторська робота Олексій Лєбедев — «Нитка», режисер Дмитро Сухолиткий-Собчук
- найкраща чоловіча роль — актор Микола Олійник, «Собачий вальс», режисер Тарас Ткаченко
- найкраща жіноча роль — акторка Оксана Вороніна, «Рука», режисер Олег Борщевський
- найкраща дитяча акторська робота — актор Родіон Прокопенко, «Останній лист», режисер Юрій Ковальов
- найкраще музичне відео — «Куплет, приспів, куплет», режисер Денис Сполітак
- найкраща музика до фільму — композитор Антон Байбаков, «Гойдалка», режисер Сергій Мироненко
- найспеціальний приз журі — «Соло на урні з оркестром» (неігровий), режисер Василь Балаба
- диплом «За надхненний чорний гумор» — «Труси», режисер Жанна Довгич
- диплом «За найкращий акторський ансамбль» — «Юлька», режисер Ганна Жуковіна
- диплом «За оригінальне сценарне рішення» — «Всередині», режисер Олена Потьомкіна
- Приз від оргкомітету фестивалю — «Останній лист», режисер Юрій Ковальов
- У конкурсі короткометражних сценаріїв найкращим було названо сценарій «Борода»  [Архівовано 27 грудня 2014 у Wayback Machine.] автор Дмитро Сухолиткий-Собчук.

## Дубль 16 (2012)
Кінофестиваль «Відкрита ніч. Дубль-16» відбувся у ніч з 6 на 7 липня 2012 року у Києві, а також у Житомирі, Запоріжжі, Каневі, Копичинцях (Тернопільщина), Івано-Франківську, Львові, Миколаєві, Полтаві, Прилуках та Чернівцях, а також на хуторі Обирок, що поряд з Батурином на Чернігівщині, у селі Легедзине Уманського району Черкаської області, у селі Криворівня Верховинського району Івано-Франківської області.

### Журі
- українські актори Анатолій Хостікоєв та Богдан Бенюк, художник Анатолій Криволап,
- літературний критик Олександр Бойченко,
- фотохудожник, куратор галереї «Арт-Причал» Олександр Ктиторчук,
- Голова правління Райффайзен Банку Аваль Володимир Лавренчук,
- фронтмен гурту Kozak System акордеоніст Іван Леньо,
- засновник та директор Київської кіностудії дитячих та юнацьких фільмів Олександр Коновалов,
- письменниця Оксана Забужко, яку члени Журі обрали своїм головою.

### Переможці
- Гран-прі фестивалю — фільм «Manu 18 374», реж. Мирослав Латик
- Диплом за найкращий сценарій — Борода (фільм), реж. Дмитро Сухолиткий-Собчук
- Диплом за найкращу операторську роботу — фільм «Миколине поле», оператор Руслан Коломієць
- Диплом за найкращу кіноновелу — фільму «Невигадана історія», реж. Артем Антонченко
- Диплом за відкриття фестивалю — актору Тимофію Антропову за роль головного героя у фільмі «Тимка»
- Диплом за концептуальність анімафільму — «Без кінця», реж. Катерина Чепік
- Приз за найкращий анімаційний фільм — «Чистий», реж. Олена Потьомкіна
- Приз за найкращий ігровий фільм — «Перше побачення», реж. Андрій Павлюк
- Приз глядацький симпатій за результатами голосування на усіх фестивальних майданчиках отримала анімаційна стрічка «Чистий», режисер Олена Потьомкіна
- P.S.ПРИЗ, який традиційно вручає від себе оргкомітет фестивалю, цього року отримала стрічка «Хуліган», режисер Василь Білик. 13 липня на Арт-Причалі відбулося вручення призів фестивалю.

## Дубль 17 (2014)

### Переможці
- Гран-прі здобула стрічка  «Заповіт» режисера Кристіана  Жерегі. Сам режисер на святковій церемонії був відсутній, оскільки як стрілець-медик долучився до 25-го спеціального добровольчого батальйону територіальної оборони Збройних сил України «Київська Русь».
- Об'єднання Babylon'13, до якого входить режисер, відзначено спеціальним дипломом фестивалю «За громадянську позицію, мужність та героїзм».

Номінація «Професійний ігровий фільм»
- Фільм «Зупинка»  нагороджено P.S. призом від оргкомітету. Відзначений дипломом за  найкращий ігровий фільм за вибором спеціалізованого видання «Okino.ua» та нагороджений сертифікатом який дає право на відвідування повного дня «Kyiv Filmmaking Camp».
- Фільм «Коріння. СНИ.» відзначено дипломом за операторську роботу оператора  Микити Кузьменко. Режисер Дмитро Сухолиткий-Собчук
- Фільм «Не менше 50 кг» відзначено дипломом за музичне оформлення. Композитор Ярослав Джусь. Режисер Марина Артеменко.
- Фільм «Не менше 50 кг», реж. Марина Артеменко став найкращим фільмом номінації  з пропозицією від «1+1 media group  and companies» на купівлю прав для показу на каналі «1+1».
- Фільм «Коріння. СНИ.» режисер Дмитро Сухолиткий-Собчук відзначено дипломом за найкращу роботу художника Юлії Зауличної.
- Фільм «З Карпат до Парижу з акордеоном», реж. Юрій Леута відзначено дипломом з пропозицією від «1+1 media group  and companies» на купівлю прав для показу на «1+1».

Номінація «Студентський ігровий фільм»
- Фільм «Якби» відзначено дипломом за найкращий фільм в номінації та нагороджено спеціальним призом від компанії «Кінотур», — сертифікатом на технічний грант для проведення постпродакшену поточного або майбутнього кінопроєкту (до 20 хвилин).
- Фільм «Марія», реж. Олександр Шкрабак відзначено дипломом  за любов і надію, почесним дипломом за досягнення у кінематографі від Асоціації кіноклубів України, за підтримки МГО «Сінемахолл». Стрічка отримала грошову винагороду від партнера фестивалю «Райффайзен Банк Аваль».

Номінація «Неігровий фільм»
- Володар гран-прі, «Заповіт», нагороджений камерою Go-pro від співорганізаторів фестивалю «1+1 media group  and companies»
- Дипломом за громадську позицію, мужність і героїзм відзначена знімальна команда «Babylon 13»
- Дипломом відзначений фільм «Громадянин» режисера і Громадянина Наталії Гордій.
- Фільм «Бій на Грушевського #4 „Соло“» Івана Сауткіна відзначено дипломом як найкращий фільм номінації.

Номінація"Спеціальний репортаж"
Дипломом відзначено квартет фільмів під назвою «Пасічник Микола», «Конюх Констянтин», «Кавовар Вадим», «Коваль Дмитро» у проєкті «Люди». Режисера Дмитра Гуляєва нагороджено камерою Go-pro від співорганізаторів фестивалю «1+1 media group  and companies».
Номінація «Анімаційні фільми»
- Фільм «Дівчинка з риб'ячим хвостом» Сергія Мельниченка відзначено дипломом як найкращу роботу номінації.
- Фільм «Птахи» Ірини Смирнової відзначено дипломом за музичне оформлення Тетяни Яшвілі.

«Відкрита ніч — Дубль 17» пройшов у ніч з 28 на 29 червня в Києві на майданчику галереї «Арт-причал» й одночасно ще на 23 майданчиках в Україні й поза її межами. Участь у фестивалі взяло 50 стрічок, яких відібрали з числа 180 робіт, поданих претендентами. Відкриття й закриття фестивалю транслювалося онлайн з метою популяризації фестивалю.
Президент та артдиректор фестивалю — Михайло Іллєнко, головний продюсер — Пилип Іллєнко.

## Дубль 18 (2015)

### Переможці
- Гран-прі фестивалю здобула стрічка «Буратіно», реж. Дмитро Стародумов.
- Гран-прі конкурсу документальних фільмів — «Сотня Крим», реж. Костянтин Кляцкін.
- Найкращий документальний фільм — «Богданчик», реж. Олександра Чупріна.
- Головний приз в конкурсі ігрового кіно — «Кінчений» Маргарита Кузьмина та «Останній відвідувач», реж. Олександр Шкрабак
- Найкраща жіноча роль — Віра Климковецька за роботу в стрічці «Кінчений»
- Найкраща чоловіча роль — Влад Нікітюк за роль у фільмі «Останній відвідувач», реж. Олександр Шкрабак
- Найкращий сценарій — Катерина Бабкіна («Кінчений»)
- Найкращий оператор — Євген Козеко («Останній відвідувач»)
- Найкращий промо- та рекламний ролик — «Заради перемоги», реж. Олександр Шкрабак
- «Гран-прі промо- та рекламного ролика» — Олексій Новіков («Армії потрібні очі»)
- Головний приз конкурсу «Моя незалежність» — «Звідки ти чорна валко, пташино зграє?», реж. Анжела Богаченко
- Приз конкурсу «Моя незалежність» — «Духовна незалежність», реж. Дарина Кулініч
- Головний приз конкурсу анімаційних фільмів — «Вигадка» Катерина Чепік
- Найкращий анімаційний фільм — «Моя душа стала жити окремо» Марії Дачковської. Марія є редактором новин та журналістом сайту «Телекритики» MediaSapiens
- Пост-приз від організаторів фестивалю — «Поцілунок під дощем», реж. Дарина Долеско
- Приз глядацьких симпатій — «Вікно», реж. Віктор Насипаний
- Диплом від Сінемахол — «Вигадка», реж. Катерина Чепік

## Дубль 19 (2016)
У 2016 році Кінофестиваль «Відкрита ніч. Дубль 19» відбувся 25-26 червня 2016 року. На фестиваль було подано 116 фільмів українського виробництва. Як і в попередні роки, основним майданчиком стане Арт-причал у Києві, а паралельні покази і трансляції кінопоказів пройдуть більше ніж на 60-ти майданчиках України та світу. В 2016 році фестиваль пройде за підтримки Державного агентства України з питань кіно.
У конкурсній програмі фестивалю будуть ігрові, неігрові та анімаційні стрічки. Кращі роботи відбиратиме журі, до складу якого традиційно входять знані фахівці у сфері кіно, а цього року — ще й українські політики.
У 2016 році партнером міжнародної гостьової програми стане Чеський центр у Києві. Програма буде реалізована впродовж дня відкриття фестивалю — 25 червня. У рамках чеської програми почесними гостями були фільми студентів і випускників FAMU (Чеської Фільмової Академії), а також проведено майстер-клас спільно з українськими режисерами. Завершить програму показ німого фільму 1929 року «Еротикон» режисера Густава Махати з музичним супроводом від чеського гурту FORMA. Показ відбудеться за підтримки Національного центру Олександра Довженка.

### Переможці
- Гран-прі фестивалю «Відкрита ніч» здобув документальний фільм «Волонтери війни», реж. Юлія Шашкова.
- «Спеціальний приз журі за пошук, створення та повернення героя» та суму у розмірі 11 600 гривень отримав фільм «Шрам», реж. Юлія Тамтура.
- Найкращий ігровий фільм — «Ґолден лав», реж. Павло Остріков.
- Найкращий анімаційний фільм — Big Man, реж. Тетяна Кабаєва.
- Краща робота художника — Роман Попадько за фільм «Мішень».
- Краща операторська робота — В'ячеслав Бігун з фільмом «Найближчі до Бога».
- Спеціальний диплом журі за експеримент оператора — Олександр Петроченко та Антон Антонець за фільм «Білі слони».
  - Пост-приз від організаторів фестивалю — «Чарівний чарівник», реж. Анастасія Кравченко.
- Приз глядацьких симпатій — «Відлуння», реж. Олександр Шкрабак.
- Програма чеського короткометражного кіно — «Пан лісу (Лєший)», реж. Павело Соукуп.
- Диплом від фестивального дистриб'ютора Letter to fest — «Двері», реж. Ріта Кузьміна.

## Дубль 20 (2017)

### Переможці
- Гран-прі фестивалю отримав фільм «Чапля», реж. Марія Пономарьова.
- Кращий ігровий фільм — «Чапля», реж. Марія Пономарьова;
- Диплом за кращий ігровий фільм — «Прогулянка», реж. Ілля Захаров;
- Диплом фестивалю художнику фільму Elektroman, реж. Микита Скоморохов;
- Диплом фестивалю за операторську роботу — Elektroman, реж. Микита Скоморохов, та «Чапля», реж. Марія Пономарьова;
- Кращий анімаційний фільм — «Фінгермен», реж. Іван Шоха,
- Диплом у номінації анімація — «Дубе зелений», реж. Ігор Заблоцький, та «Лахмітко», реж. Олег Педан;
- Диплом у номінації анімаційний фільм за символізм — «Кобзар -2015», реж. Богдан Шевченко;
- Диплом у номінації анімаційний фільм за створення художньої дійсності — «Інший», реж. Олександр Грачов;
- Кращий неігровий фільм — «Гострий біль», реж. Валерій Пузік;
- Спеціальний приз фестивалю «За пошук героя» — фільм «Гострий біль», реж. Валерій Пузік;
- Спеціальна відзнака оргкомітету фестивалю — «Фінгермен» реж. Іван Шоха;
- Приз глядацьких симпатій — «'Віддача», реж. Ярославна Гусар.

## Дубль 21 (2018)
У 2018 році фестиваль проходив у ніч з 30 червня на 1 липня. Основним майданчиком фестивалю знову став простір «Арт-причал» у Києві, а паралельні покази та трансляції пройшли по більше ніж 70 локаціях по Україні та за кордоном. До участі у фестивалі було подано понад сто робіт, 91 з яких була допущена до відбору.

Основна програма фестивалю складалася з конкурсної та позаконкурсної програми. В конкурсі ігрових фільмів змагалося 9 стрічок, в конкурсі документальних фільмів — 7 стрічок, в конкурсі анімаційних фільмів — 5 стрічок, в позаконкурсній програмі було представлено 5 стрічок. Крім того на фестивалі було представлено ретроспективну програму на підтримку Олега Сенцова та інших бранців Кремля, яка зосередилися на фрагментах фільмів про Крим — як символ українського спротиву російській агресії. Також було представлено програму «Кантер: пам'ятаємо» присвячену спогадам про друга фестивалю Леоніда Кантера.

### Журі
До складу журі фестивалю увійшли продюсер Сергій Лавренюк, режисерка та продюсерка Валерія Сочивець, оператор Ярослав Пілунський, акторка Наталія Васько, кінокритик Лук'ян Галкін, звукорежисер Артем Мостовий, актор та волонтер Мирослав Гай, продюсерка Анастасія Буковська та режисер Ростислав Держипільський.

### Переможці
- Гран-прі фестивалю — «Причинна», реж. Андрій Щербак;
- Головний приз в номінації ігрове кіно — «Післясмак», реж. Юрій Катинський;
- Диплом фестивалю в номінації ігрове кіно — «П'ять хвилин», реж. Яна Антонець;
- Головний приз в номінації неігрове кіно — «Народний музей Авдіївки», реж. Петро Армяновський;
- Диплом фестивалю в номінації неігрове кіно — «Вихідний», реж. Жанна Максименко-Довгич;
- Головний Приз в номінації анімаційне кіно — «Анна Рейнер. Найтемніший синій колір», реж. Оксана Курмаз;
- Диплом фестивалю в номінації анімаційне кіно — «Котку» реж. Анастасія Фалілеєва;
- Краща операторська робота — Матей Пінош, «Діна»;
- Краща режисура — Павло Остріков, «Випуск 97»;
- Найкраща актриса — Олеся Островська, «Випуск 97»;
- Найкращий актор — Олександр Пожарський, «Випуск 97».;
- Приз глядацьких симпатій (за результатами SMS-голосуванням) — «П'ять хвилин», реж. Яна Антонець;
- Сертифікат від Letter to Fest — «Лабіринт», реж. Степан Коваль, Олександр Колодій.

## Дубль 22 (2019)
У 2019 році кінофестиваль пройде в ніч з 29 на 30 червня на столичному Арт-причалі, а одночасні покази пройдуть на більше ніж 100 майданчиках в Україні та за кордоном. Цього року глядачі побачать фільми у таких секціях: конкурсні ігрові, документальні, анімаційні фільми, позаконкурсні, ретроспектива. У 2019 році як експеримент фестиваль запровадив конкурс реклами, однак у дану секцію подалась не достатня кількість фільмів для проведення повноцінного конкурсу, тому на заході будуть показані обрані рекламні ролики в окремій «Програмі реклами».

### Журі
До складу журі фестивалю увійшли:
- Валентин Васянович — оператор, режисер, продюсер;
- Роман Коляда — теле- та радіоведучий, піаніст;
- Ніна Набока — актриса театру та кіно;
- Маріанна Новікова — продюсера;
- Катерина Поправка — перекладачка;
- Євгеній Стасіневич — літературний критик, радіоведучий;
- Володимир Третяков — звукорежиссер, музичний продюсер, композитор;
- Володимир Яценко — продюсер співзасновник продакшену Limelite.

### Переможці
- Гран-прі — «Кохання», реж. Микита Лиськов
- Головний Приз в номінації ігрового кіно — «LoveSocks», реж. Юлія Дегліна
- Головний Приз в номінації анімаційного кіно — «Петрівка-реквієм» реж. Катерина Возниця
- Диплом фестивалю в номінації ігрового кіно — «Новий рік у сімейному колі» реж. Максим Наконечний
- Диплом фестивалю в номінації неігрового кіно — «Після вогню» реж. Андранік Берберян
- Диплом фестивалю в номінації анімаційного кіно — «Сама собі тут» реж. Анна Дудко
- Диплом фестивалю за кращу робота звукорежисера — «Петрівка-реквієм», звук Антон Приходько (реж. Катерина Возниця)
- Диплом фестивалю за роботу композитора — «Як розвеселити Самотність». Композитор Сергій Топор (реж. Степан Коваль)
- Диплом фестивалю за кращу операторську робота — «Київська історія». Оператор Євгеній Козеко (реж. Михайло Маслобойщиков)
- Диплом фестивалю за кращий сценарій — «Mia Donna» режисер та сценарист Павло Остріков
- Диплом фестивалю за кращу чоловічу роль — Артемій Бондаренко за роль у фільмі «Київська історія» (реж. Михайло Маслобойщиков)
- Диплом фестивалю за кращу жіночу роль — Марія Хомутова за роль у фільмі «LoveSocks» (реж. Юлія Дегліна)
- Диплом фестивалю за чесність перед собою і глядачем — «Сильна доля» реж. Олександр Портян
- Диплом фестивалю за радісне повернення в дитинство — «Як розвеселити Самотність» реж. Степан Коваль
- Сертифікат від кіно фестивального дистриб'ютора «Letter to fest» — «Кохання», реж. Микита Лиськов
- Диплом від KYIV FILM COMMISSION — «Київська історія» реж. Михайло Маслобойщиков
- Приз Глядацьких Симпатій — «Влипла» реж. Сергій Зленко
- Спеціальний приз фестивалю «За пошук героя» — «Після вогню» реж. Андранік Берберян